# Moderna Tider
Moderna Tider è il secondo album in studio del gruppo musicale svedese Gyllene Tider, pubblicato nel 1981.

## Tracce
1. Vänta på mej! – 2:51
2. Tuff tuff tuff (som ett lokomotiv) – 3:07
3. På jakt efter liv – 3:22
4. När vi två blir en – 3:08
5. Det hjärta som brinner – 2:59
6. Du spelar svår att nå – 2:48
7. Kom intill mej – 3:07
8. (Kom så ska vi) leva livet – 3:33
9. Min tjej och jag – 3:22
10. Povel Ramel, Paul McCartney & jag – 3:10
11. Chrissie, hur mår du? – 3:28
12. Kärleken är inte blind (men ganska närsynt) – 3:51
13. När alla vännerna gått hem – 4:15